# Brycinus peringueyi
Brycinus peringueyi е вид лъчеперка от семейство Alestidae. Видът не е застрашен от изчезване.

## Разпространение
Разпространен е в Демократична република Конго и Замбия.

## Описание
На дължина достигат до 13,3 cm.